# SS Ohio
SS Ohio – amerykański zbiornikowiec zwodowany dla Texas Oil Company 20 kwietnia 1940 roku w stoczni Sun Shipbuilding Yard w Chester (Pensylwania), a następnie zarekwirowany przez dowództwo sił alianckich celem użycia w konwoju wiozącym zaopatrzenie na Maltę podczas II wojny światowej .
Statek ten odegrał kluczową rolę w Operacji Pedestal, której realizacja doprowadziła do najcięższych zmagań na Morzu Śródziemnym w sierpniu 1942 roku . „Ohio” dotarł do Malty dostarczając wyspie niezbędnego paliwa, był jednak tak mocno uszkodzony, że trzeba go było osadzić na dnie by bezpiecznie rozładować przywiezione przezeń paliwo, i nigdy już więcej nie wyszedł o własnych siłach w morze. Mieszkańcy Malty ciepło wspominają tankowiec, który uznawany jest za jednego z jej zbawców, bowiem swym ładunkiem pozwolił na kontynuowanie walki w obronie tej – ważnej dla aliantów – wyspy.

## Budowa
Kadłub 190, jak nazywano statek przed wodowaniem, stanowił ogromne konstrukcyjne wyzwanie, a jednocześnie kompromis, na który składała się duża pojemność statku handlowego i szybkość okrętu wojennego. Projektanci zastosowali podobnie jak u szkunera wyostrzony dziób, wzorując się na kształtach kadłubów dawnych amerykańskich kliprów. Trwająca wojna wymogła dodatkowe zmiany, dyskutowane nieoficjalnie przez wojskowych i budowniczych, co ostatecznie doprowadziło do powstania zbiornikowca o tonażu 9264 BRT, 157 metrach długości i zdolnego do przewozu 27 000 m³ paliw płynnych, a więc większego niż zbiornikowce budowane do tej pory. Budowa została ukończona w rekordowym czasie siedmiu miesięcy i piętnastu dni .
Turbiny Westinghouse dały moc 9000 KM i 90 obrotów na minutę, co pozwalało na osiągnięcie 16 węzłów, prędkości jakiej nie osiągał dotąd żaden zbiornikowiec z napędem śrubowym. Sposób budowy kadłuba budził wątpliwości. Od kilku lat po obu stronach Atlantyku zastanawiano się, czy spawanie jest lepsze od nitowania. Kadłub 190 był w całości spawany i miał dowieść swej przydatności na morzu . Statek posiadał też unikalny system ożebrowania z dwiema wzdłużnymi grodziami dzielącymi wnętrze na 21 zbiorników ładunkowych.
Wodowanie odbyło się dzień później niż planowano, co wśród licznie zgromadzonych robotników stoczniowych wywołało zabobonne obawy. Matką chrzestną była matka prezesa Texas Oil Company, Florence E. Rodgers która, rozbijając tradycyjną butelkę szampana, powiedziała:

Nadaję temu dobremu statkowi imię „Ohio”. Niechaj Bóg będzie z nim i z tymi wszystkimi, którzy na nim będą pływać. Życzę szczęścia… 

Służba „Ohio” sprowadzała się początkowo do rejsów pomiędzy różnymi amerykańskimi portami. Pobił rekord prędkości w rejsie z Bayonne (New Jersey) do Port Arthur (Teksas), pokonując 1882 mile w cztery dni i dwanaście godzin ze średnią prędkością 17 węzłów .

## W drodze na Maltę
W roku 1942 Wielka Brytania prowadziła działania wojenne przeciwko siłom faszystowskich Włoch na Morzu Śródziemnym i w Afryce Północnej, gdzie wspierał je niemiecki Afrika Korps. Kluczowym punktem dla tych zmagań, zarówno na lądzie jak i na morzu, była wyspa Malta (wówczas posiadłość brytyjska). Była to silna baza lotniczo-morska, położona w pobliżu linii zaopatrzenia wojsk Osi i zdolna te linie przerywać pod warunkiem, że była regularnie zaopatrywana w amunicję, paliwo i samoloty. W tej sytuacji zarówno sama wyspa, jak i jej linie zaopatrzenia, były celem nieustannych ataków z morza i powietrza. Obrona Malty leżała w rękach artylerzystów i lotników; samolotów brakowało do chwili przerzucenia na wyspę 61 myśliwców Spitfire Mk V z lotniskowca HMS „Furious”, co natychmiast poprawiło obronność. Natomiast żywności, amunicji i paliw dla samolotów i okrętów było wciąż za mało. Próby dostarczenia na Maltę zaopatrzenia kończyły się zazwyczaj niepowodzeniem; kolejne konwoje, jak Harpoon czy Vigorous (z Aleksandrii w Egipcie), traciły większość frachtowców i okrętów eskorty .
Siostrzany statek „Ohio”, SS „Kentucky”, płynący z Gibraltaru w ramach operacji Harpoon, został uszkodzony przez niemieckie samoloty i ostatecznie zatopiony przez włoskie krążowniki. 18 czerwca dowódca Floty Śródziemnomorskiej depeszował do brytyjskiego premiera, Winstona Churchilla, przedstawiając swe wątpliwości co do możliwości wysłania następnego konwoju po tragicznych doświadczeniach akcji Harpoon i Vigorous.

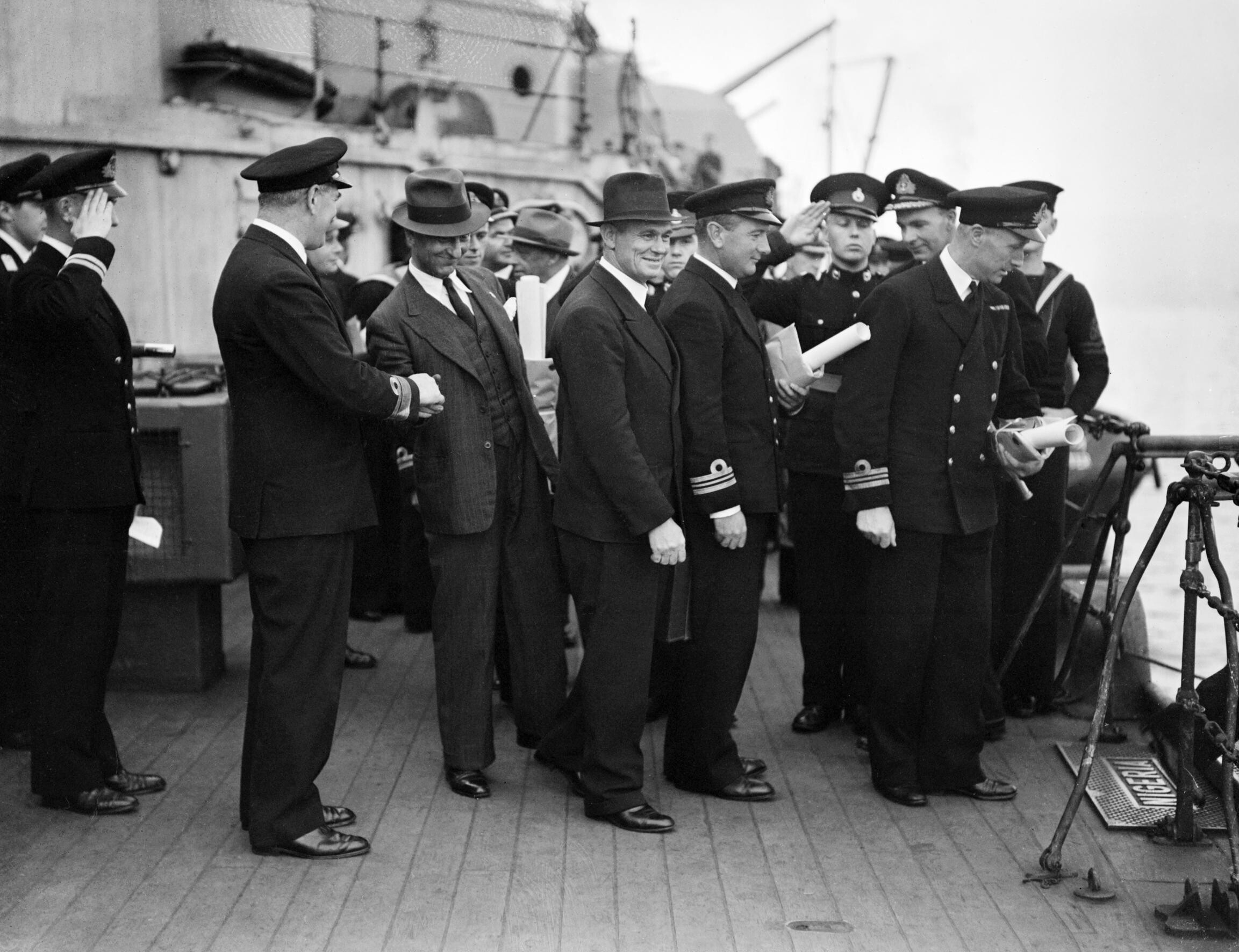
Przekazanie statku kpt. Dudleyowi Masonowi (pierwszy cywil z lewej)

Tymczasem „Ohio”, kotwiczący w Galveston (Teksas), został uzbrojony w jedno działo 127 mm na rufie i dwa 76 mm przeciwlotnicze na dziobie. Następnie przeszedł do Houston w Teksasie, gdzie jego zbiorniki wypełniono 16 467,3 m³ gazoliny i 25 maja ruszył w drogę przez ocean. Został rozładowany w Bowling nad Firth of Clyde, po czym zakotwiczył i czekał na dalsze rozkazy . Kapitan Peterson otrzymał powitalny list z brytyjskiego ministerstwa transportu jako „pierwszy tankowiec z USA z ładunkiem paliwa”.
Radość załogi nie trwała jednak długo. Wkrótce dyrekcja Texaco otrzymała telegram z War Shipping Administration powiadamiający, że „Ohio” został  'zgodnie z prawem'  zarekwirowany. Następnie doszło do szeregu spotkań i narad amerykańsko-brytyjskich na najwyższym szczeblu, a kapitan statku został poinformowany, że wkrótce otrzyma decyzję. Rozstrzygnięcie sporu nastąpiło dwa tygodnie później – na statku zjawił się londyński agent Texaco i przedstawiciel brytyjskiego Ministerstwa Wojny oznajmiając krótko, że statek został skonfiskowany i zostanie przejęty przez brytyjską załogę. Amerykanie byli zirytowani skandalicznym dla nich postanowieniem, ale nie mieli innego wyjścia jak spakować swe rzeczy i przekazać obowiązki Brytyjczykom .
10 lipca kapitan Petersen zdał statek. Nie było uroczystego przekazania – amerykańska bandera została zdjęta, a na flagsztok wciągnięto brytyjski Red Ensign. Szybko przepisano jednostkę z amerykańskiego do brytyjskiego rejestru, a 25 lipca − dla uproszczenia zarządzania − przekazano ją firmie armatorskiej Eagle Oil and Shipping Company, która została pouczona, że „...wiele będzie zależeć od jakości i odwagi załogi”. Dowodzenie przejął 39-letni, doświadczony kapitan Dudley Mason, a opiekę nad maszynownią – I mechanik James Wyld. Załoga „Ohio” została skompletowana w 48 godzin. Składała się z 77 ludzi, w tym 24 żołnierzy do obsługi dział. Statek udał się następnie do doków w Glasgow celem wymiany amerykańskich dział przeciwlotniczych na Oerlikony i Boforsy.

### Początek operacji
Po katastrofalnym niepowodzeniu czerwcowych konwojów istniały uzasadnione obawy, o to czy Malta jest w stanie przetrwać oblężenie w oparciu o niewielkie ilości zaopatrzenia, jakie dotarły tam w ramach akcji 'Harpoon-Vigorous', do czasu zorganizowania następnego konwoju. Nawet najlepiej osłaniane statki transportowe musiała − przy świetle księżyca − spotkać klęska. To ograniczało operację do bezksiężycowych nocy w okresie pomiędzy 10 lipca i 16 sierpnia. Tymczasem lipiec mijał, a „Ohio” wciąż nie był przygotowany do rejsu. Ostatecznie planiści zdecydowali, że operacja rozpocznie się na początku sierpnia. Zbiorniki „Ohio” zatankowano 11 500 tonami kerozyny i oleju napędowego. Miał być jedynym statkiem konwoju, który zawiezie na Maltę ten drogocenny ładunek. Przed wyjściem w morze wzmocniono go więc przeciwko wstrząsom, jakie mogły wywołać blisko wybuchające bomby lotnicze. Poprzednim razem zbiornikowiec „Kentucky” został zatopiony, gdy naprawiano przewody parowe popękane w wyniku takich właśnie wybuchów. Uznano, że nie może się to powtórzyć i dlatego silniki „Ohio” umieszczono na gumowych poduszkach, a wszystkie przewody parowe wzmocniono stalowymi sprężynami i kłodami drewna.
W czasie gdy statki transportowe zbierały się w estuarium rzeki Clyde, okręty osłony dotarły do Scapa Flow. Admirał Edward Syfret zaokrętował się 27 lipca na HMS „Nelson”, a 2 sierpnia przewodniczył ostatniej naradzie sztabowej konwoju. Składający się z 14 statków konwój wyruszył tego samego dnia wieczorem, dwie godziny przed zmierzchem, a na pełnym morzu znalazł się w zupełnych ciemnościach .

### Ataki wroga

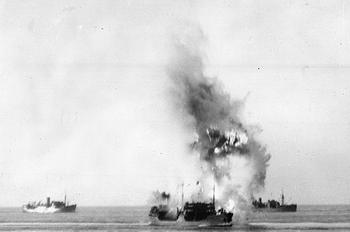
Trafienie torpedy w prawą burtę Ohio

10 sierpnia konwój minął w gęstej mgle Gibraltar. Następnego dnia cztery torpedy wystrzelone przez niemiecki okręt podwodny „U-73” zatopiły lotniskowiec HMS „Eagle” (strata: 260 ludzi i wszystkie samoloty prócz czterech). 12 sierpnia eskortę konwoju zaatakowało 20 Junkersów 88, a połączone siły Luftwaffe i Regia Aeronautica w liczbie 100 samolotów wybrały za cel statki transportowe. W powstałym zamieszaniu nikt nie dostrzegł peryskopu włoskiego okrętu podwodnego „Axum”, którego torpeda trafiła „Ohio” w śródokręcie wywołując pożar . Nad tankowcem wykwitła wielka chmura ognia i dymu; z daleka wyglądało na to, że jest stracony. Kapitan Mason kazał zatrzymać maszyny i wszystkich ludzi skierował do walki z pożarem. Kerozyna zaczęła wypływać z uszkodzonych zbiorników, a na pokładzie, nawet 30 m od miejsca eksplozji, pojawiły się niewielkie płomienie. Dziwnym trafem nie nastąpił spodziewany wybuch, pożar udało się ugasić i statek, po naprawie, rozwinął prędkość 13 węzłów. Eksplozja zniszczyła żyrokompas, a kompas magnetyczny wyrwała z zawieszenia; w dodatku maszyna sterowa odmówiła posłuszeństwa, więc musiano przejść na zapasowy system sterowania na rufie .

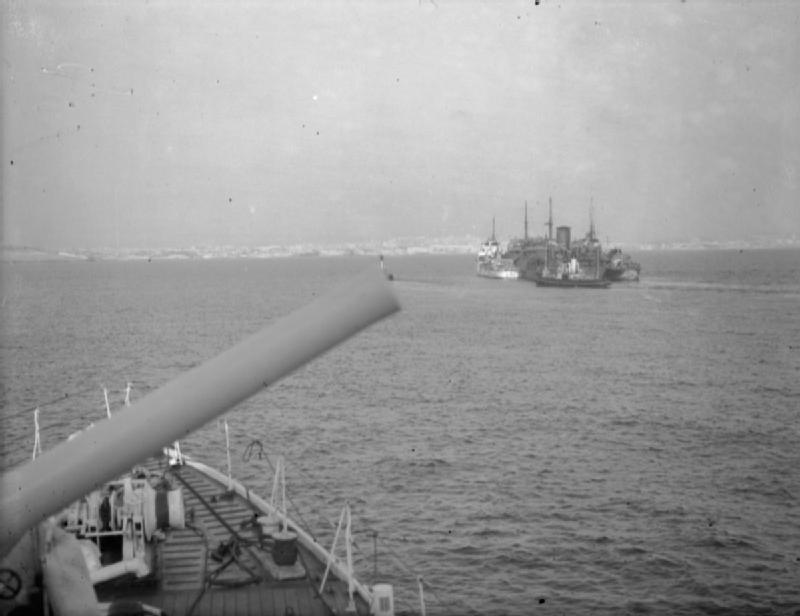
Ohio pod opieką niszczycieli i trałowców

W prawej burcie, w pomieszczeniu pomp, powstał otwór 8 na 9 m. Eksplozja była tak silna, że wyrwała dziurę również w lewej burcie uszkadzając jedno z pomieszczeń. Pokład został również podziurawiony i spaczony, ale statek jakoś wytrzymał. Tymczasem 60 sztukasów znów zaatakowało konwój biorąc na cel „Ohio”. Cała seria bliskich wybuchów wstrząsnęła zbiornikowcem, gdy zbliżał się do wyspy Pantelleria. Bombom towarzyszył ostrzał z karabinów maszynowych. Jedna z takich bliskich bomb wgięła blachy poszycia zalewając wodą przedni zbiornik. 76 mm działo na dziobie zostało skręcone i nie nadawało się już do użycia. Formację pięciu Ju-88 rozpędziły działa przeciwlotnicze zbiornikowca, a bomby wylądowały w morzu, nie czyniąc nikomu krzywdy. Inny samolot, tym razem sztukas, został zestrzelony, ale roztrzaskał się o pokład „Ohio” zasypując statek deszczem odłamków .
Zbiornikowiec wciąż płynął, gdy nagle po obu stronach kadłuba eksplodowała kolejna seria bomb. Zgasło światło w maszynowni, ale szybko naprawili je statkowi elektrycy. To jednak nie było najgroźniejsze: od podmuchu wygasł ogień pod kotłami. Zaczęła się walka z czasem by rozpalić go ponownie nim ciśnienie pary spadnie tak, że przestanie napędzać pompy paliwowe. I tym razem się udało: w ciągu dwudziestu minut „Ohio” znów osiągał 16 węzłów .
Wkrótce kolejna seria bomb wstrząsnęła statkiem, znów zatrzymując pracę maszyn i przerywając kable elektryczne pomp paliwowych. Załoga pracowała nad ich naprawą w kłębach dymu, a statek bez napędu zwalniał, aż wreszcie, o 10.30, zatrzymał się na dobre. Załoga opuściła pokład przenosząc się na niszczyciel HMS „Penn”, który podszedł do burty „Ohio” wraz z HMS „Ledbury”. Drugi z niszczycieli musiał zaraz odpłynąć na poszukiwanie krążownika HMS „Manchester”, który tonął zaatakowany przez włoskie kutry torpedowe .

### Trudne holowanie

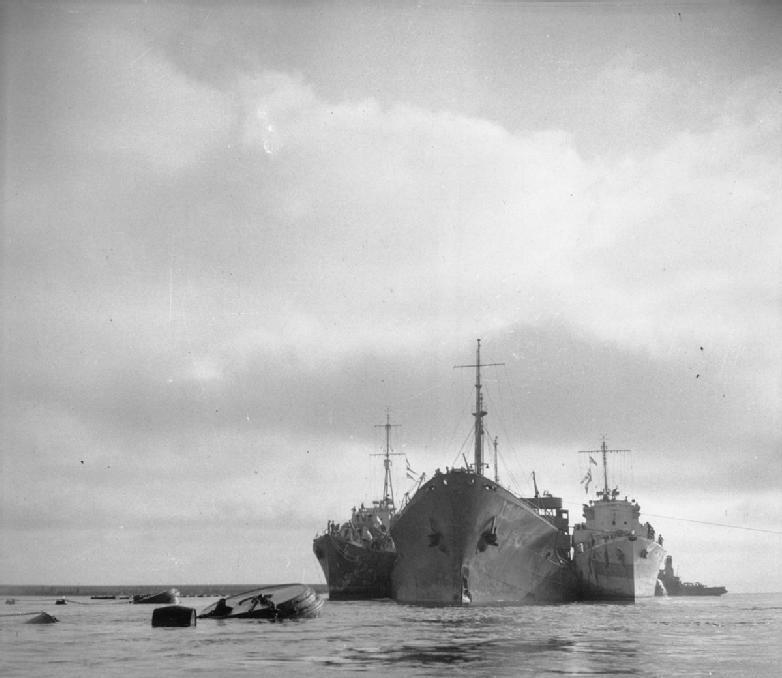
Holowanie tankowca przez niszczyciele HMS Penn i Ledbury; z tyłu HMS Rye

Dowódca niszczyciela „Penn”, komandor podporucznik J.H. Swain, zaproponował kapitanowi Masonowi holowanie przy pomocy ciężkiej manilowej liny o średnicy 30 cm. Po założeniu holu „Penn” ruszył naprzód, ale „Ohio” stał w miejscu, a nawet cofał się pod naciskiem wschodniego wiatru. Teraz obie jednostki tkwiły unieruchomione, a właśnie rozpoczynał się kolejny atak. Niszczyciel ruszył pełną parą chcąc zerwać linę, a tymczasem niemiecki bombowiec zaatakował tuż przed zmierzchem „Ohio” i choć został zestrzelony przez artylerzystów zbiornikowca, zdołał zwolnić swój ładunek. Jedna z bomb trafiła dokładnie w to samo miejsce co pierwsza torpeda, niemal przełamując statek na pół. Załoga znów opuściła grożącą zatonięciem jednostkę, ale rano wróciła, bowiem do „Penna” dołączył poławiacz min HMS „Rye” i teraz oba okręty przystąpiły do holowania osiągając prędkość pięciu węzłów, przy czym cały zespół miał skłonność do skręcania w prawo. Akcja miałaby szanse powodzenia gdyby nie kolejny atak, w wyniku którego zerwane zostały liny holownicze, a ster „Ohio” zniszczony. Jedna z bomb trafiła przednią nadbudówkę zmuszając część załogi do przeniesienia się gdzie indziej. Raz jeszcze Mason kazał opuścić statek, bowiem nastąpiły dwa kolejne ataki, a bomby ledwie minęły zbiornikowiec. Dokładna inspekcja wykazała, że wyrwa na śródokręciu powiększa się i że przełamanie się jednostki jest tylko kwestią czasu .
Do dwóch okrętów dołączyły teraz niszczyciele HMS „Bramham” i „Ledbury”, który wrócił z poszukiwań „Manchestera”. W tej sytuacji „Rye” ustawił się u rufy „Ohio” jako pchacz, co pozwoliło uzyskać dość dobrą prędkość, ale sterowności nie poprawiło. Potrzebny był czynnik stabilizujący, wobec czego komandor Swain ustawił „Penna” wzdłuż prawej burty „Ohio”, „Rye” wraz z „Bramhamem” wolno popychały statek, a „Ledbury” posłużył za ster. Ledwie zespół zdołał osiągnąć 6 węzłów nastąpił nowy atak. O 10.45 nisko nad wodą nadleciała pierwsza fala bombowców, ale tylko jedna bomba wybuchła bezpośrednio przy „Ohio”. Gdy nadciągały kolejne fale niemieckich samolotów, konwój znalazł się już w zasięgu obrony powietrznej Malty . Szesnaście Spitfire’ów z 249 i 229 Dywizjonu pojawiło się nad statkami . Pierwsza nieprzyjacielska formacja zawróciła, podobnie druga, ale jeden klucz Ju-88 zdołał się przedrzeć i zmierzał wprost ku zbiornikowcowi. Spitfire'y ruszyły w pościg. Trzy niemieckie samoloty zostały zestrzelone, inne uciekły przed brytyjskimi myśliwcami, niemniej jeden uparcie trzymał się kursu i umieścił 500-kilogramową bombę w kilwaterze statku. „Ohio” został ciśnięty naprzód i odseparowany od „Rye”, blachy poszycia rufy powyginały się tworząc wielki otwór .

### Przybycie do portu

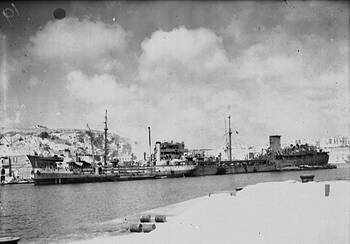
Rozładunek Ohio w Wielkim Porcie

„Ohio” tonął, a był nie więcej niż 45 mil od Malty, choć pod skrzydłami Spitfire’ów zmalało niebezpieczeństwo nieprzyjacielskich ataków. Po zwolnieniu holu „Ledbury” był wciąż uwiązany do „Ohio” grubymi linami, które przeciągnięto wokół mocno pogiętego zbiornikowca, a następnie wzdłuż „Penna”. Po przeanalizowaniu wszystkich możliwości postanowiono holować statek z niszczycielami przy obu burtach. „Bramham” został ustawiony przy lewej, podczas gdy „Penn” pozostał przy prawej . Szybkość wzrosła, ale nie przekraczano 5 węzłów, bo pokład „Ohio” na śródokręciu zalewały fale. Teraz, pod ochroną dział artylerii nadbrzeżnej, zespół wolno zbliżał się do wyspy i wejścia do Wielkiego Portu. Baterie nadbrzeżne oddały strzały w kierunku dostrzeżonego kiosku U-Boota i grupy Schnellbootów. Przed wejściem do portu trzeba było jeszcze ominąć własne pole minowe, aż wreszcie o godz. 6 rano nadeszły holowniki z Malty. Z niszczycielami wciąż uwiązanymi do burt, zbiornikowiec znalazł się wreszcie w kanale wejściowym do Wielkiego Portu . Tu oczekiwało statek wspaniałe przyjęcie. Na nabrzeżach zgromadził się wielki tłum wymachujących rękami Maltańczyków, a orkiestra dęta na końcu mola grała melodię pieśni patriotycznej „Rule, Britannia!”. Stojący na pokiereszowanym mostku kapitan Mason nie podzielał ogólnej radości wiedząc, że nawet tu, na wodach Wielkiego Portu, „Ohio” może w każdej chwili pójść na dno .
Ostatecznie statek odholowano na płyciznę, otwarto zawory zbiorników i rozpoczęto rozładunek bezcennej kerozyny. Jednocześnie jednostka pomocnicza floty zaczęła przepompowywać 10 000 ton oleju napędowego do własnych zbiorników. Wraz z ubywaniem paliwa „Ohio” osiadał coraz głębiej i głębiej, by wraz z ostatnimi kroplami ropy osiąść na dnie . Kapitan statku, Dudley William Mason, otrzymał za udział w całej operacji Krzyż Jerzego.

## Epilog operacji
Po rozładowaniu statek rozpadł się − jak przewidywano − na dwie części. Maltańska stocznia nie była w stanie naprawić takich uszkodzeń. W rezultacie obie połowy były wykorzystywane jako magazyny, a nawet koszary dla jugosłowiańskich żołnierzy. Wreszcie, 19 września 1946 roku, obie części zbiornikowca wyprowadzono dziesięć mil od portu i zatopiono ogniem dział niszczyciela .
Ostatnim statkiem zbudowanym dla Texaco był „Star Ohio”, nazwany tak na cześć sławnego zbiornikowca z okresu II wojny światowej. Pływał w barwach korporacji Chevron. Tablica z nazwą i koło sterowe „Ohio” znajdują się w maltańskim Muzeum Narodowym w Valletcie.